# Benita Koch-Otte
Pour les articles homonymes, voir Koch.
Benita Koch-Otte (née Benita Otte le 23 mai 1892 à Stuttgart et morte le 26 avril 1976 à Bielefeld) est une tisserande et designer de textiles allemande, étudiante de l'école du Bauhaus. Une partie de son œuvre est exposée au MoMA de New York.

## Biographie
Elle fait ses études au Lyceum de Krefeld et puis, entre 1915 et 1920, elle se forme en tant que professeure de dessin à Dusseldorf, d'éducation physique à Francfort et des métiers de l'artisanat au Lattehaus de Berlin. Elle enseigne pour quelques années à l'école secondaire municipale de Uerdingen avant de joindre les rangs du Bauhaus à Weimar, en 1920, malgré le rejet de son père chimiste qui considère cette décision comme « stupide »,.
À son passage par l'école, Benita Otte est une des étudiantes les plus remarquables de l'atelier de tissage du Bauhaus, de même que sa contemporaine et amie Gunta Stölzl. Elle suit les cours réguliers avec plusieurs professeurs de l'institution, notamment Paul Klee, Johannes Itten et Theo van Doesburg . 
Benita Otte reste au Bauhaus jusqu'en 1925 comme élève d'abord, puis comme employée de l'atelier de tissage. Elle travaille en étroite collaboration avec Gunta Stölzl à qui la lie une forte amitié. Ensemble, elles suivent des cours à l'école technique de teinture et à l'école technique du textile à Krefeld afin de compléter leur formation et de développer et enseigner ensuite ces techniques au Bauhaus.
Pendant cette période elle est chargée de la conception des intérieurs de la maison modèle "Haus am Horn" construite pour la première exposition du Bauhaus, en 1923. Georg Muche lui confie le dessin et le modèle isométrique de la maison. Il est très satisfait de son travail. « Talent artistique, sens pratique et clarté à tous égards déterminent votre être, votre comportement humain.» . Elle en dessine entre autres la cuisine avec Ernst Gebhardt. Elle sera un prototype pour l'époque et une source d'inspiration pour la “Cuisine de Francfort” dessinée par Margarete Schütte-Lihotzky en 1926 et considérée comme la précurseure des cuisines intégrées 
Elle réalise aussi de nombreux travaux textiles en haute lisse et basse lisse, ou en double tissage, faisant preuve d'une constante inventivité, dont le grand tapis en points noués, aujourd'hui disparu, pour le bureau du directeur Walter Gropius à Weimar.
Lorsque le Bauhaus quitte Weimar, en 1925, Benita Otte ne souhaite pas participer à la nouvelle orientation vers la production industrielle. De 1925 à 1933, elle dirige le département de tissage dans les ateliers de l'école des arts et métiers (Werkstätten der Stadt Halle, Staatliche-stadtische Kunstgewerbeschule Burg Giebichenstein) de la ville de Halle. Parmi ses élèves, figure Trude Guermonprez.
En 1929, elle épouse le photographe et architecte d'intérieur Heinrich Koch, qui était lui aussi élève du Bauhaus.
Ce sera sans doute la période la plus créative de Benita Koch-Otte. Son atelier présente deux fois par an des créations à la foire de Leipzig qui ont un grand succès. Il participe à des foires et expositions dans toute l'Allemagne, mais aussi à Barcelone, Gdansk, Monza, Paris, Vienne et Zurich et, en 1929, à une exposition itinérante à travers le Brésil. Le tissage manuel de l'Ecole de Halle a obtenu de nombreuses commandes publiques (Halle, Schkeuditz, Mersebourg, Bad Lauchstädt, Chemnitz, Forst, Zwickau … etc).
Fondamentalement, elle reste fidèle aux préceptes du Bauhaus. Elle invente de nouveaux tissus pour de nouveaux habitats, tissus d'ameublement, monochromes et à motifs, rideaux, opaques et transparents, couvertures de laine, petits et rayés , lisse et rugueux. 
Comme au Bauhaus, ses élèves, outre les matières traditionnelles, utilisent des matériaux inhabituels: copeaux de bois, cellophane, herbe, déchets de métal, plumes, écorce, complétés par de nouvelles réalisations de l'industrie chimique. Ils ont été largement impliqués dans le processus de conception des textiles utilitaires, mais les tapis à nœuds géométriques ont été fabriqués par Benita Koch-Otte elle-même. "Le nœud est devenu mon plaisir spécial", dit-elle. 
D'autres élèves du Bauhaus viennent travailler à Burg Giebichenstein : Gerhard Marcks qui en sera le recteur, Hans Wittwer au département Architecture, Marguerite Friedländer-Wildenhain et Erich Consemüller.
Tous, y compris le couple Koch-Otte, sont considérés comme avant-gardistes et sont licenciés lors de l'arrivée des Nazis. Les Koch-Otte sont, de plus, étrangers (Benita Koch-Otte est devenue tchécoslovaque à la suite de son mariage) et la possibilité de trouver un emploi est faible. 
Benita Koch-Otte et Heinrich Koch partent alors pour Prague où un travail attend Heinrich. Elle-même n'y trouve pas d'emploi et se consacre à la photographie. Heinrich décède en 1934 dans un accident et Benita Koch-Otte retourne en Allemagne à Bielefeld où elle obtient la direction du tissage à la Fondation Bodelschwingh Bethel (Bodelschwinghsche Stiftungen Bethel), une institution psychiatrique dans le quartier de Bethel,. Il y a là une centaine de métier à tisser sur lesquels elle enseigne le tissage aux malades et transmet le sens des couleurs du Bauhaus. Après quelques hésitations, elle apprécie l'ambiance de cet atelier où elle développe des une pédagogie adaptée à des personnes souffrant de multiples handicaps mentaux et physiques. Son sens de la pédagogie a permis l'épanouissement de la créativité artistique des patient.e.s et permis à tous d'accéder à l'art. on enseignement peut être considéré comme très moderne. Elle gère également toute une série de tâches : en plus du développement de produits artistiques, elle initie une restructuration de l'entreprise permettant une rentabilité économique accrue, elle améliore la publicité et les ventes. L'esprit de communauté à Bethel lui rappelle le Bauhaus.
La Fondation est maintenant la plus grande entreprise sociale d'Allemagne et emploie plus de 18 000 personnes. L'atelier existe toujours et on y enseigne toujours le tissage.
Elle y enseignera jusqu'à sa retraite en 1957.
Après la guerre, on lui reproche des compromissions avec le régime nazi. Benita Koch-Otte a pourtant montré son opposition à Hitler dans divers écrits, notamment concernant la politique d'euthanasie des malades mentaux de son institution. Benita Koch-Otte a souffert plus qu'elle n'a voulu le montrer de ce rejet. Ce n'est que lors d'une exposition en 2012 que son travail sera à nouveau pleinement mis en lumière. 
Elle meurt le 26 avril 1976 à Bielefeld.
Certains de ses tissages sont toujours fabriqués aujourd'hui.

## Expositions
- 2012 : « Die Bauhäuslerin Benita Koch-Otte », du 10 juin au 27 août, au Bauhaus-Archiv, Berlin[5].
- 2013 - 2014 : « To Open Eyes », du 17 novembre au 2 mars, à la Kunsthalle de  Bielefeld[10]

## Littérature
- (de) Benita Koch-Otte, Von der ewigen Sendung des Handwerks in der Notwende., Berlin, Dahem, coll. « Schriften / Werkbruderschaft der Inneren Mission, », 1947 (OCLC 943088204)
- (de) Benita Koch-Otte et Werkstatt Lydda, Vom Geheimnis der Farbe: Ausstellung in der Werkstatt Lydda in Bethel, 13. Mai - 30. Juni 1972, Bethel, 1972 (OCLC 255608728)
- (de) Benita Koch-Otte, Michael Siebenbrodt, Ekkehard Schenk zu Schweinsberg, Angela Dolgner et Irene Below, Die Bauhäuslerin Benita Koch-Otte: Textilgestaltung und Freie Kunst 1920-1933, Weimar, Klassik-Stiftung Weimar, 2012, 136 p. (ISBN 9783744301534, OCLC 795755895)